# Anisocoma acaulis
Anisocoma es un género monotípico de plantas herbáceas perteneciente a la familia  Asteraceae. Su única especie: Anisocoma acaulis Torr. & A.Gray.

## Distribución
Es originaria de Norteamérica donde se distribuye por Estados Unidos y México. 

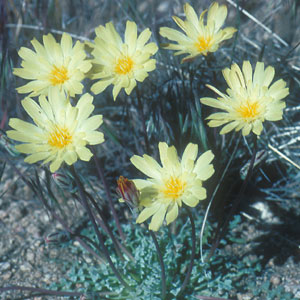
Flor

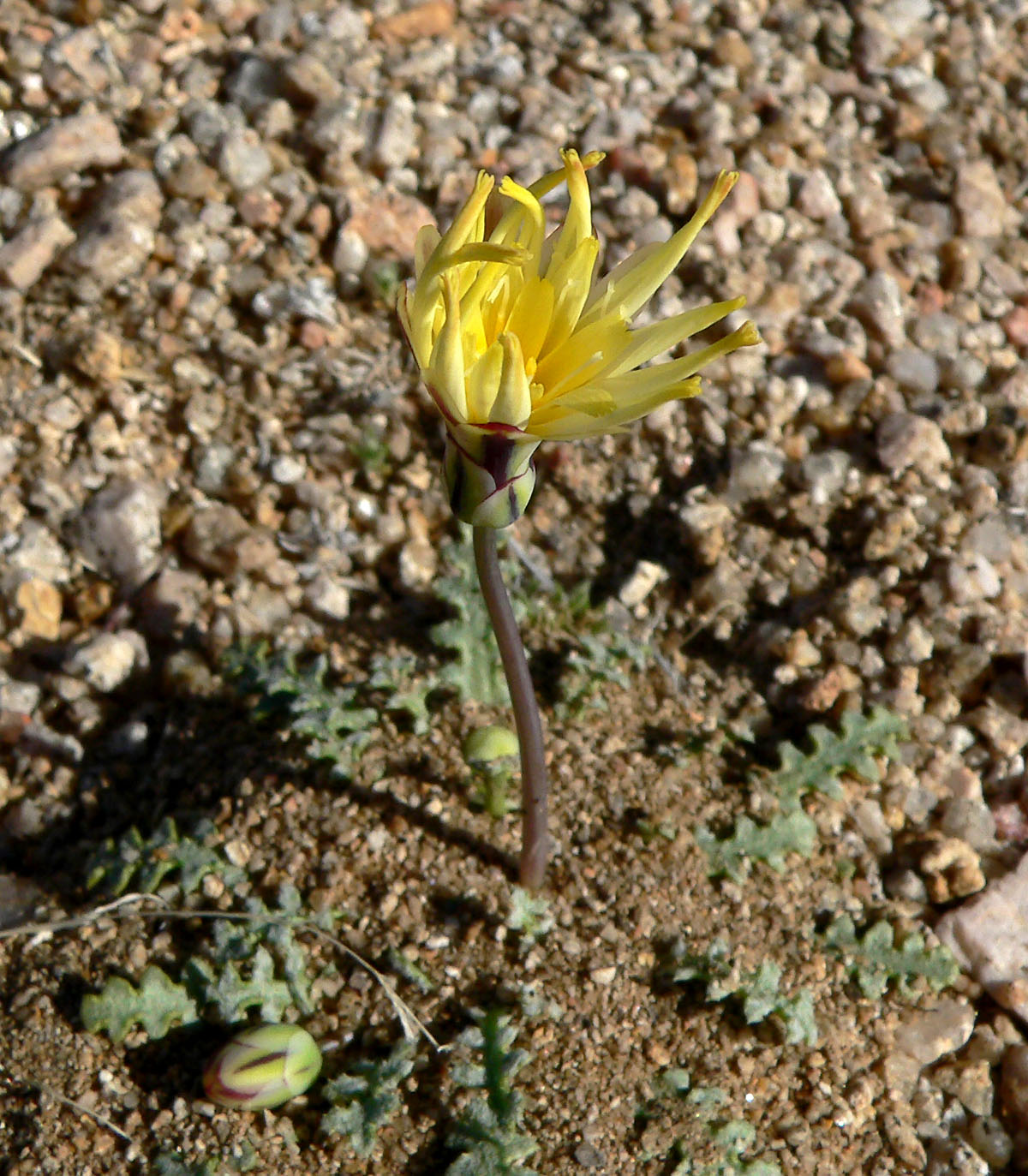
Flor

## Descripción
Es una planta anual que alcanza los 5- 25 cm de altura. Los tallos  erectos o ascendentes, simples, glabros o densamente tomentosos, a veces glabrescentes. Las hojas son basales o subbasales, pecioladas (pecíolos alados); hojas oblanceoladas, los márgenes pinnados lobulados y dentados.  Involucro cilíndrico a campanulado, 4-20 mm de diámetro. Su número de cromosomas es de: x = 7. 

## Taxonomía
Anisocoma acaulis fue descrita por John Torrey & Asa Gray  y publicado en Boston Journal of Natural History 5(1): 111, pl. 13, f. 7-11, en el año 1845.
Etimología
Anisocoma: nombre genérico que deriva de las palabras griegas: anisos = "desigual", y kome = "mechón de pelo", en referencia a la diferencia de los conjuntos de cerdas del vilano.
acaulis: epíteto latíno que significa "sin tallo".